# Benyllus celebicus
Benyllus celebicus là một loài tò vò trong họ Ichneumonidae.